# جينيكا أتوين
جينيكا أتوين (ولدت 10 janvier 1987 في أوروموكتو ) سياسية كندية. مثلت ركوب فريدريكتون في مجلس العموم الكندي منذ الانتخابات الفيدرالية الكندية لعام 2019. وهي أول حزب الخضر الكندي الذي يتم انتخابه من خارج كولومبيا البريطانية وأول امرأة يتم انتخابها من مقعد فريدريكتون.
في يونيو 2021، في خضم نزاع بين حزب الخضر حول الصراع الإسرائيلي الفلسطيني، قررت الانضمام إلى الحزب الليبرالي.

## سيرة شخصية
ولدت أتوين في نيو برونزويك ونشأ في أوروموكتو، نيو برونزويك. والد زوجها، رون تريمبلاي، هو الرئيس لمجلس ماليسيت. قبل الانتخابات، كانت مستشارة تعليمية وباحثة في مركز تعليمي لشعوب الأمم. خلال هذه الفترة عندما شغلت منصب منسق التحول الثقافي، ساهمت بشكل خاص في تنظيم تجمع للشباب من الأمم الأولى. وهي حاصلة على درجة الماجستير في التربية من جامعة نيو برونزويك 
جينيكا أتوين متزوجة من كريس أتوين، مستشار قرية أوروموكتو، ولديهما.
وهي أيضًا لاعبة بوكر، حيث احتلت المركز السادس في بطولة السيدات التي أقيمت في لويزيانا في.
قبل انتخابها كعضو في البرلمان، كانت مرشحة حزب الخضر في الانتخابات العامة لعام 2018 في نيو برونزويك في نيو ماريلاند سنبري، حيث حصلت على صوتًا.